# Eduardo Di Loreto
Eduardo Di Loreto (nacido el 28 de octubre de 1929 en Villa Mugueta Provincia de Santa Fe, Argentina; fallecido el 20 de febrero de 2010) fue un futbolista argentino. Jugaba de delantero y su primer club fue Rosario Central. Tuvo una destacada trayectoria en el fútbol francés, país en el que también ejerció como entrenador luego de su retiro como futbolista.

## Carrera

### Sus inicios

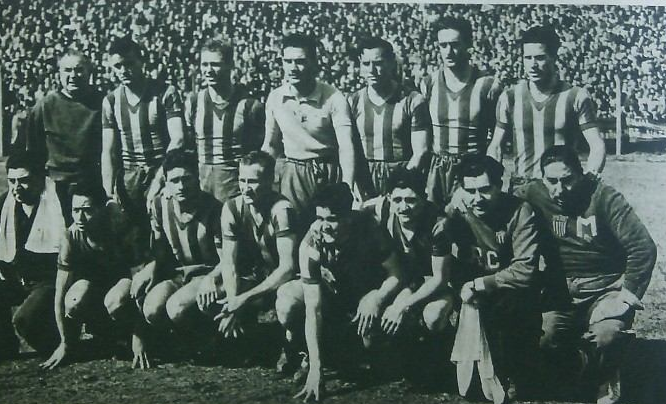
Rosario Central en 1951. Parados: Federico Vairo, Mario Virginio, Pedro Botazzi, Alfredo Fógel, Eduardo Blanco, Antonio Inveninato; hincados: Antonio Gauna, Humberto Rosa, Eduardo Di Loreto, Juan Vairo, Juan Intini.

Se desempeñaba como centrodelatero; sus principales características eran un potente remate y una gran capacidad para el juego aéreo.
Tuvo su debut como profesional durante el Campeonato de 1949, vistiendo la casaca de Rosario Central en un encuentro frente a River Plate, disputado el 21 de agosto en Buenos Aires, con resultado favorable al Millonario 3-0. Éste fue su único encuentro en ese torneo; al año siguiente, al no entrar en los planes del entrenador Fermín Lecea, fue cedido a préstamo a Ferro Carril Oeste, club en el que tampoco contó con mayores oportunidades, ya que jugó un solo partido.
Al finalizar el Campeonato de 1950 Rosario Central había perdido la categoría, así que retornó al club con la misión de devolverlo a Primera. El nuevo entrenador canalla Mario Fortunato lo confirmó como el centrodelantero titular, formando línea de ataque con futbolistas como Antonio Gauna, Humberto Rosa, Juan Apolonio Vairo y Juan Intini. Di Loreto respondió convirtiendo 29 goles en los 24 partidos en los que jugó, contribuyendo con el retorno de Central a la A. Su mayor eficacia se vio en el tramo final del torneo, convirtiendo 20 goles en las últimas 11 fechas; en ese período le convirtió 6 goles a Nueva Chicago, en partido disputado el 29 de agosto de 1951 y que finalizó con victoria canalla 8-1 en Arroyito. Además marcó en la última fecha ante Excursionistas (victoria 2-1 en el Viejo Gasómetro), en el encuentro que definió el ascenso centralista.
Con el retornó de Central a Primera, volvió también al banco de suplentes Fermín Lecea. Esta vez Di Loreto pudo disputar los primeros partidos de la temporada, aunque solo marcó ante Chacarita Juniors en la 2ª fecha (victoria 2-1 como local); nuevamente relegado, fue traspasado a Sarmiento de Junín, en la Primera B. Convirtió 11 goles con la casaca verde, colaborando con el 4° puesto conseguido por su equipo.
Su estadística con Central se resume en 30 partidos jugados y 31 goles marcados.

### En el fútbol francés
Su primera experiencia fuera de Argentina fue en Brasil; en el breve lapso en que estuvo en ese país fichó para São Paulo, no llegando a debutar oficialmente.
A mediados de año viajó a Francia, incorporándose a Le Havre; allí comenzó un largo período en el fútbol francés, donde mostró su mejor nivel. Fue apodado Tête d'Or, Cabeza de Oro, haciendo culto a su excelente juego aéreo. Sus 12 goles en 16 partidos jugados en el Campeonato de 1953/54 no alcanzaron para que su equipo evitara el descenso; en la temporada siguiente, en Segunda División, hizo nuevamente gala de su eficacia goleadora, anotando 27 goles en 36 cotejos; su equipo finalizó 4° y no pudo retornar a Primera, pero las buenas actuaciones de Di Loreto atrajeron el interés de Toulouse, por ese entonces en Primera. Volvería tres años más tarde al conjunto Ciel et Marine para escribir las páginas más gloriosas del club.

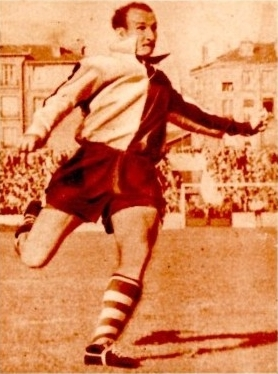
Di Loreto vistiendo la casaca de Toulouse FC.

Vistió los colores de Toulouse tres años; convirtió 47 goles en 105 partidos, teniendo su mejor temporada en 1956/57, llevando a su club a conseguir la única Copa de Francia de su historia, marcando 5 goles en 8 partidos, uno de ellos en la final ante Angers (resultado 6-3), partido disputado en el Estadio Colombes, el 26 de mayo de 1957.
Para la temporada 1958/59 retornó a Le Havre, que aún se encontraba en Segunda. En un año memorable, condujo al equipo al título y al ascenso a primera convirtiendo 24 goles en 27 partidos, y además consagrándose en la Copa de Francia, con 4 anotaciones en 8 partidos, aunque no pudo jugar la final. El club coronó la temporada ganando la Supercopa de Francia derrotando al campeón de la Primera División, OGC Niza. Una lesión en una de sus rodillas le impidió mantener la continuidad de juego, dejando el club a mediados de 1960. Tuvo su temporada final como futbolista vistiendo la casaca de AAJ Blois (actualmente llamado Blois Football 41), en el Championnat de France Amateurs, cuarta división del fútbol francés.

### El entrenador
Luego de su retiro, se hizo cargo de la conducción técnica de Le Havre, que luego de su salida como futbolista había perdido la categoría. Consiguió la 4° colocación en la temporada 1962/63, no logrando llegar a puestos de ascenso, habiendo ganado 18 partidos, empatando 11 y perdiendo 7. La temporada siguiente lo encontró en el banco de Blois. Al finalizar la misma decidió retornar a Argentina.
Falleció en febrero de 2010; en el encuentro disputado el 29 de marzo de ese año por Le Havre ante Guingamp en el Nouveau Stade Oceane, se realizó un minuto de silencio en su memoria.

## Clubes

### Como futbolista
| Club               | País      | Año       |
| ------------------ | --------- | --------- |
| Rosario Central    | Argentina | 1949      |
| Ferro Carril Oeste | Argentina | 1950      |
| Rosario Central    | Argentina | 1951-1952 |
| Sarmiento          | Argentina | 1952      |
| São Paulo          | Brasil    | 1953      |
| Le Havre           | Francia   | 1953-1955 |
| Toulouse           | Francia   | 1955-1958 |
| Le Havre           | Francia   | 1958-1960 |
| AAJ Blois          | Francia   | 1960-1961 |

#### Estadística
| Club               | País      | PJ  | Goles |
| ------------------ | --------- | --- | ----- |
| Rosario Central    | Argentina | 30  | 31    |
| Ferro Carril Oeste | Argentina | 1   | 0     |
| Sarmiento de Junín | Argentina | 23  | 11    |
| São Paulo          | Brasil    | 0   | 0*    |
| Le Havre           | Francia   | 112 | 76    |
| Toulouse           | Francia   | 105 | 47    |
| AAJ Blois          | Francia   | 0   | 0**   |
| Totales            |           | 271 | 165   |

* No llegó a debutar oficialmente.
** No se cuenta con datos.

### Como entrenador
| Club      | País    | Año       |
| --------- | ------- | --------- |
| Le Havre  | Francia | 1962-1963 |
| AAJ Blois | Francia | 1963-1964 |

## Palmarés
| Equipo          | País      | Título           | Año     |
| --------------- | --------- | ---------------- | ------- |
| Rosario Central | Argentina | Segunda División | 1951    |
| Toulouse        | Francia   | Copa de Francia  | 1956/57 |
| Le Havre        | Francia   | Segunda División | 1958/59 |
| Le Havre        | Francia   | Copa de Francia  | 1958/59 |

## Nota
El equipo francés llamado Toulouse Football Club en el que jugó Di Loreto no debe confundirse con el actual Toulouse Football Club; se trata de una entidad fundada en 1937 y desaparecida en 1967. Posteriormente, en 1970, se creó un nuevo club llamado Union Sportive Toulouse, que luego modificó su nombre a Toulouse FC, sin guardar relación con su homónimo antecesor.